# Motore fuoribordo

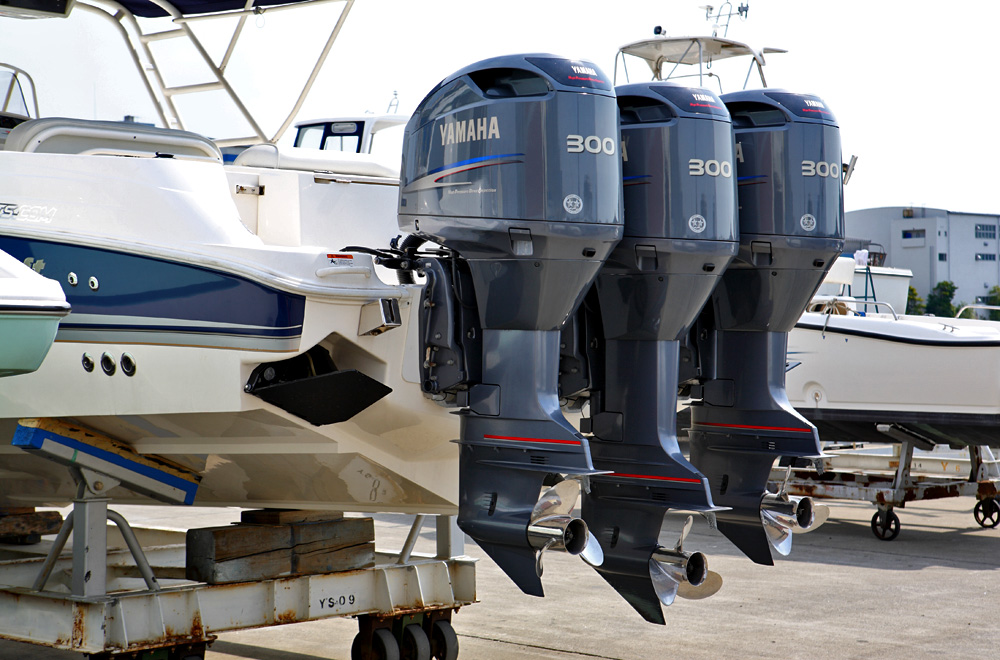
Una serie di tre motori fuoribordo

Il motore fuoribordo è un motore marino prodotto ed utilizzato per essere montato nello specchio di poppa delle imbarcazioni di medie e piccole dimensioni, da 2 a 12 metri di lunghezza circa. Generalmente adotta un motore a scoppio a due o quattro tempi sia a  ciclo diesel che a benzina, ma da diversi anni sono stati messi in commercio anche modelli dotati di motore elettrico. 
I più diffusi sono i modelli a due tempi ma circa dal 1996 sono stati immessi nel mercato i modelli a quattro tempi. Le potenze variano dai più piccoli 2.2 cv ai potentissimi modelli di 627 cv della Seven Marine. Uno dei grandi vantaggi dei motori fuoribordo è quello di poter essere montati anche in un numero variabile nelle imbarcazioni ed alcune di queste ne montano fino ad otto. Vengono inoltre montati fuoribordo potenziati e modificati in motoscafi da corsa per numerosi tipi di competizioni motonautiche.

## Struttura

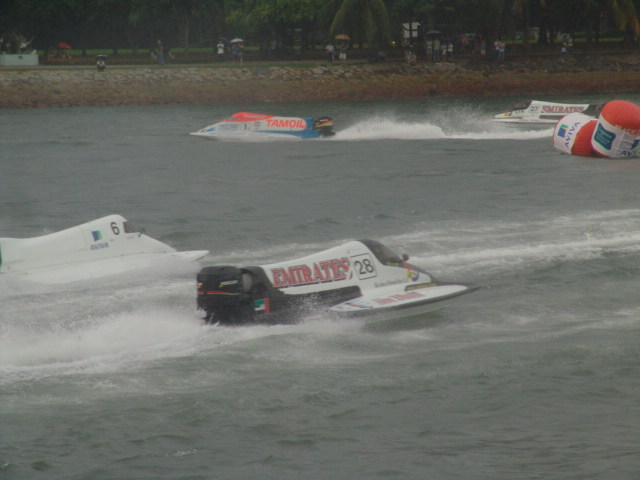
Un motore fuoribordo montato in un motoscafo di F1

La sua struttura si discosta notevolmente da tutti i motori tradizionalmente prodotti poiché adotta una configurazione verticale con il blocco propulsore posto nella parte superiore il quale è raccordato con un albero di trasmissione ed un ingranaggio all'elica con la parte inferiore dotato di pinna chiamato piede. 
Il tutto è raggruppato in un blocco unico racchiuso in una calandra dalla forma inconfondibile, detta "cappottina", rifinito esteticamente in tutti i particolari e verniciato solitamente in colore unico o comunque prevalente, che contraddistingue le varie marche. Per esempio i motori della Yamaha sono grigi, I Mercury sono neri, i Johnson sono bianchi, talvolta con bande o inserti rossi e neri (solo nel 1997 furono interamente argento metallizzato), gli Honda sono grigio metallizzato secondo una tradizione consolidata anche nelle macchine tosaerba del medesimo produttore ecc. Fanno eccezione gli storici Evinrude la cui capottina è bianca, inserti e bande rosse e blu metallizzate, come il piede, poi divenuto blu pastello e infine accostato ad altro blu oltremare.
Il motore fuoribordo prevede la possibilità di essere ancorato allo specchio di poppa con dei galletti a vite, per i modelli più piccoli fino a 40 cv, e quindi facilmente smontabili e separabili dallo scafo per agevolare il trasporto ed il rimessaggio. I modelli di più grande potenza vengono fissati con bulloni passanti e sono generalmente fissi ed inamovibili. 
Una dalle caratteristiche fondamentali del motore fuoribordo, quando è applicato a motoscafi e gommoni, è quella di fungere anche da timone poiché il gruppo motore/trasmissione/elica è raccordato con la parte ancorata allo scafo con un asse ruotante chiamato cannotto. La virata si ottiene nei modelli più piccoli con un prolungamento a manopola che funge da acceleratore e talvolta da cambio marcia avanti/indietro ed in quelli più grandi attraverso il cavo di sterzo fissato con una estremità e collegato allo sterzo, termine nautico ruota del timone, è possibile ottenere la sterzata e con ulteriori cavi collegati alle manette vicino al timone è possibile regolare la velocità e la marcia avanti/indietro. 
La funzione di timone va invece inibita (serrando un morsetto apposito) o non utilizzata quando il fuoribordo equipaggia barche a vela quale motore principale (di solito per barche fino ai 6 m) o ausiliario nel caso di barche entrobordo più grandi. In questi casi prevale la pala del timone della barca e l'orientabilità del fuoribordo ha applicazioni solo per manovre di "aggiustamento" in fase di ormeggio, ad esempio indirizzando la spinta dell'acqua mossa dall'elica proprio verso la pala per spostare leggermente a dritta o sinistra la poppa, oppure quando il fuoribordo può passare in posizione di retromarcia solo ruotandolo completamente sul suo asse verticale

## Storia

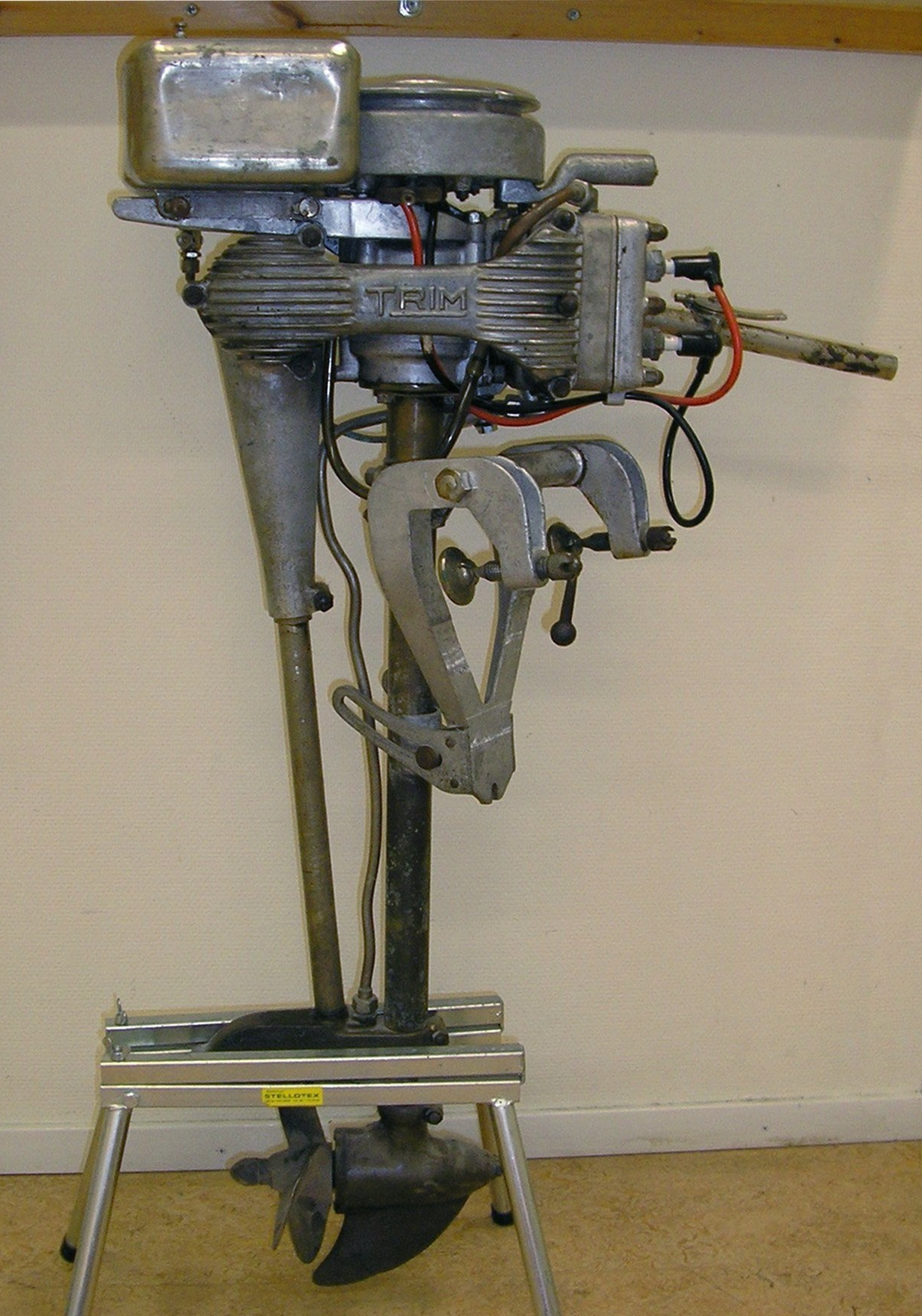
Un motore fuoribordo Bolynders Trim del 1933

Il motore fuoribordo, come sistema di propulsione portatile per imbarcazioni che altrimenti sarebbero spostate manualmente a remi, è stato possibile grazie alle sperimentazioni di Cameron Waterman, un giovane studente di Ingegneria di Yale. Il primo vero motore fuoribordo a benzina sembra essere stato messo in vendita da Waterman, ed era a quattro tempi. Tra il 1903 e il 1905, anno del brevetto, egli ha creato con successo il motore fuoribordo. A partire da due dozzine costruiti nel 1907, l'azienda ha continuato a fare migliaia di unità nei successivi 5 anni. 
La creazione del primo motore fuoribordo pratico e commercializzabile è spesso attribuita all'inventore norvegese-americano Ole Evinrude nel 1909. Tra il 1909 e il 1912, Evinrude ha realizzato migliaia dei suoi motori fuoribordo ed i modelli a tre cavalli sono stati venduti in tutto il mondo. La società Evinrude Outboards Co. è stata venduta in seguito ad altri proprietari, ed egli infine ebbe molto successo con un'altra società denominata Elto.

## Trim
Il trim è un sistema elettroidraulico di regolazione dell'assetto montato nei motori fuoribordo più potenti e generalmente da circa 20 cavalli di potenza. La regolazione del trim è necessaria a ridurre o aumentare l’attrito per ottenere un assetto ottimale di navigazione. Diminuendo l’attrito, quindi alzando l’elica verso l’alto tendendo a farla uscire dall’acqua, l’imbarcazione tenderà a planare ed aumentare la sua velocità di qualche nodo consumando tra l’altro meno carburante a causa dell’attrito ridotto.

## Aziende produttrici
- British Anzani
- Aquawatt Electric Outboard Motor
- Bolynders Trim[4]
- Briggs & Stratton
- British Seagull
- Carniti
- China Parsun Marine
- Evinrude/Johnson, a division of Bombardier Recreational Products
- Elto
- Hidea
- Honda
- McCulloch
- Mercury/Mariner
- Nissan Marine
- Oshen-Hyfong Marine
- Parsun Marine
- Selva Marine
- Suzuki
- Tohatsu
- Ul'yanovsk Motor Plant
- West Bend
- Yamaha Motor Corporation
- Yanmar Diesel Power
- Ruggerini (solo diesel)

## Legislazione
In Italia è possibile condurre senza patente un motore di potenza fino 40 cv (fino al 1993 25 cv), risultando di conseguenza questo il modello di gran lunga più diffuso. Le cilindrate dei motori a 2 tempi di 40 cv sono attorno ai 700-750 cc; quelle dei 25 cv attorno ai 500-550 cc.

## Galleria d'immagini

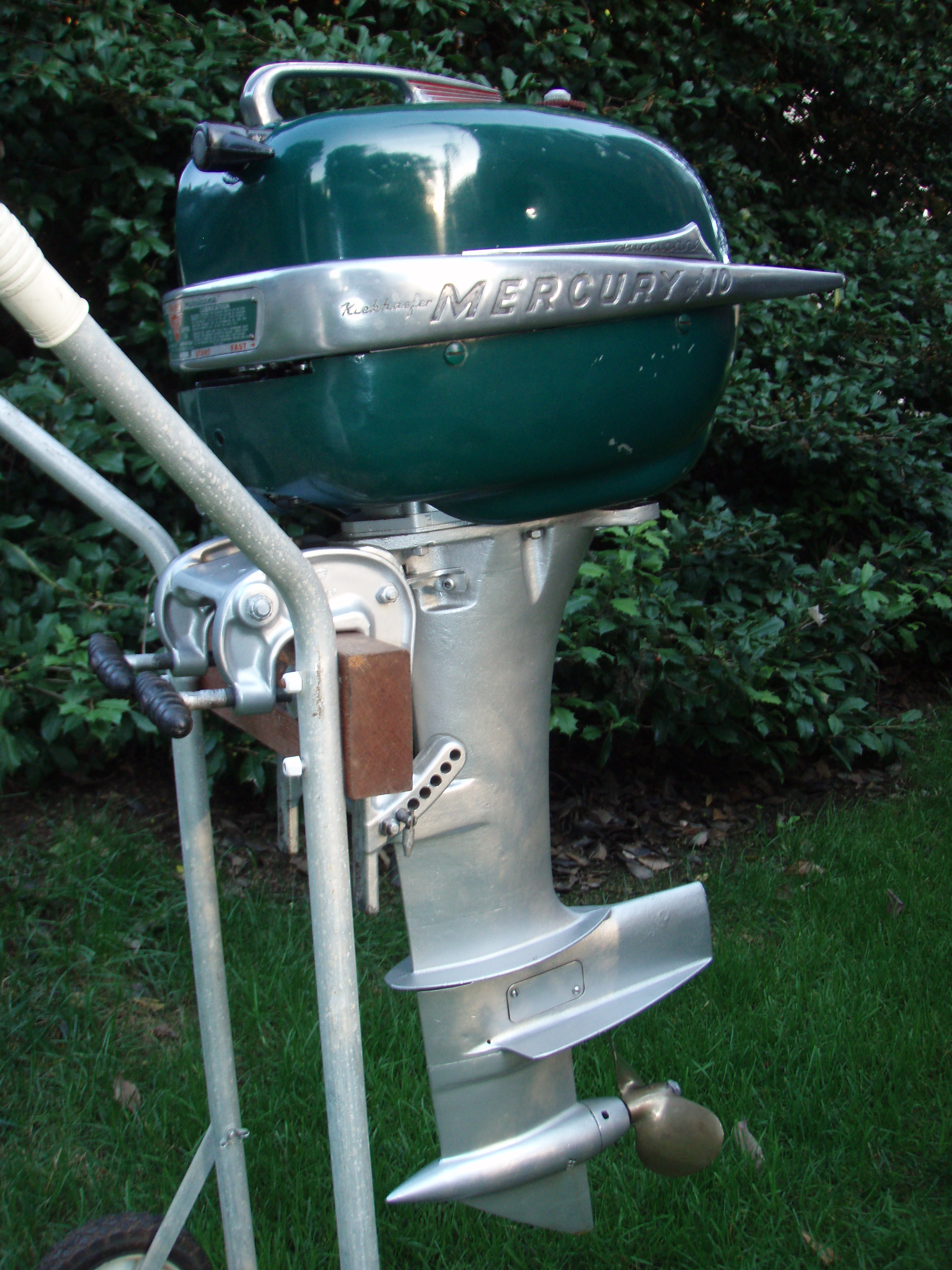
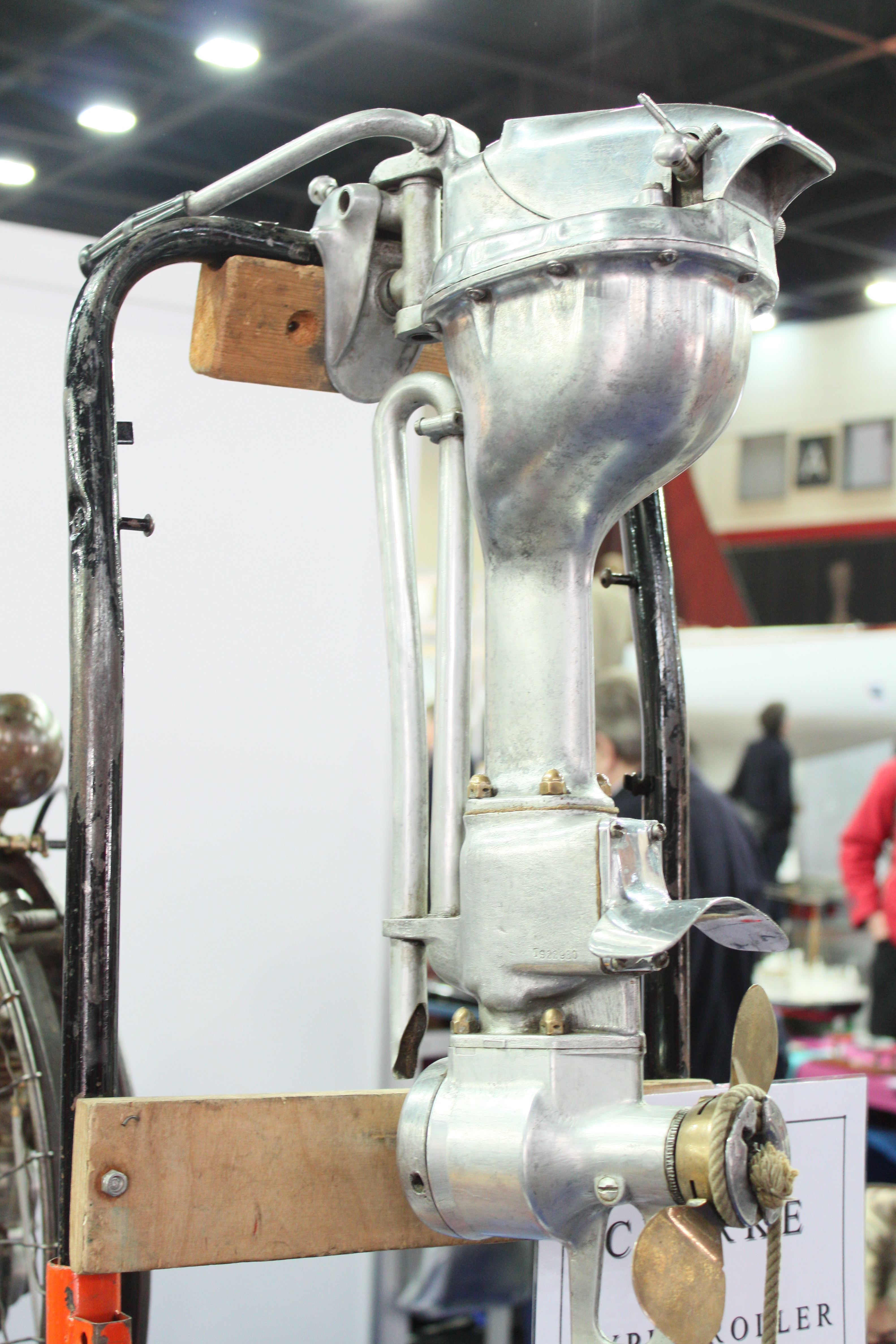
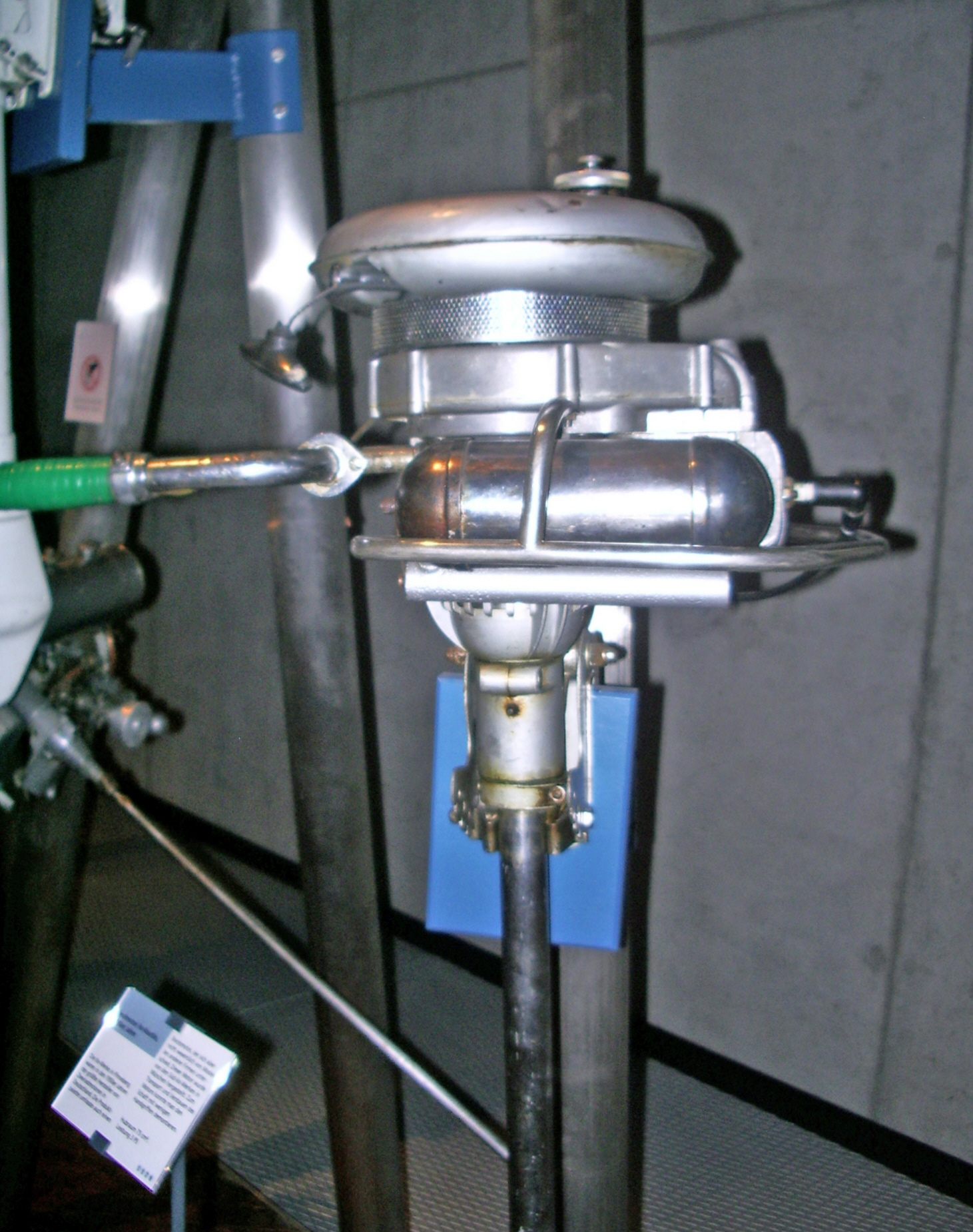
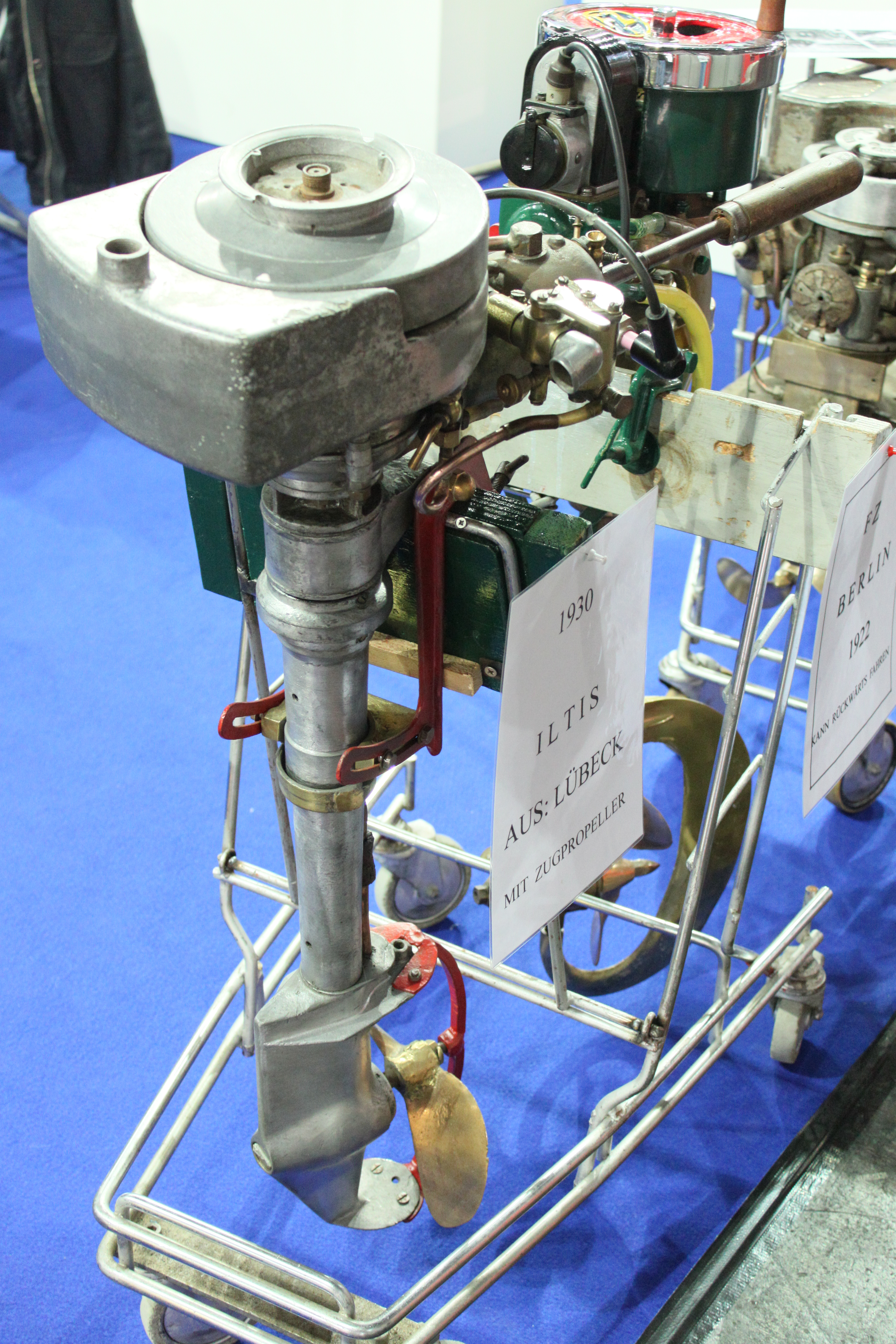
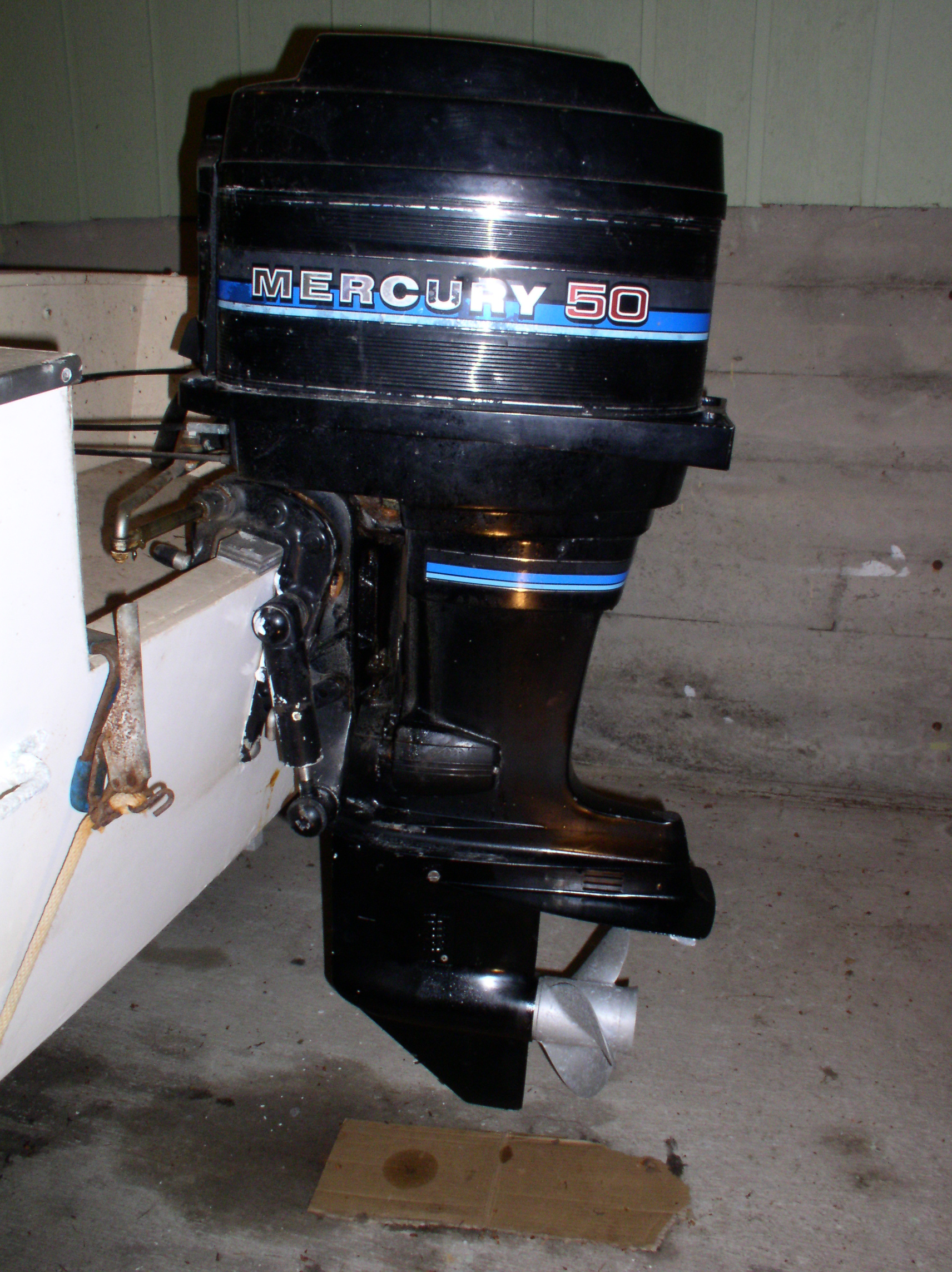
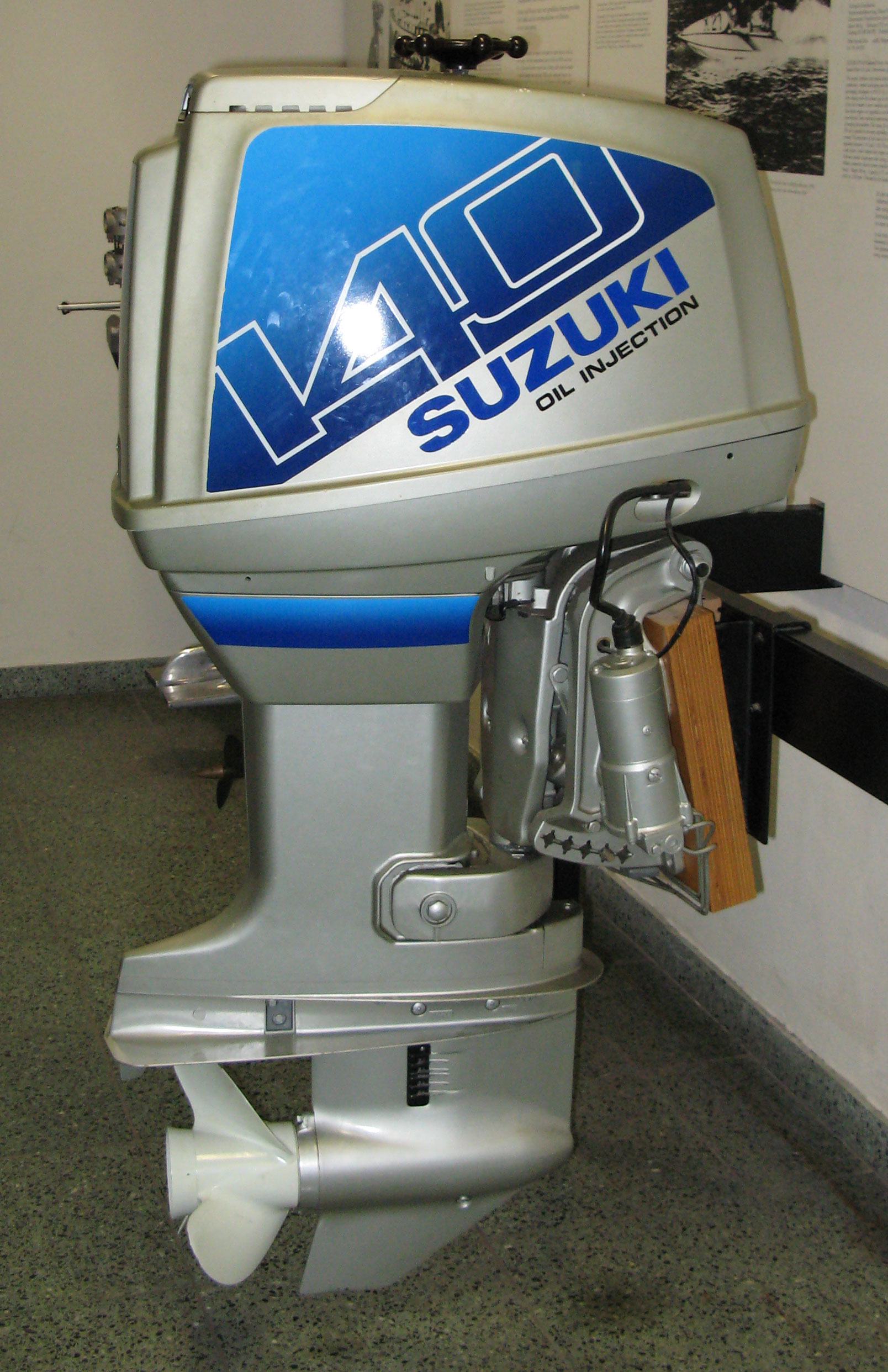
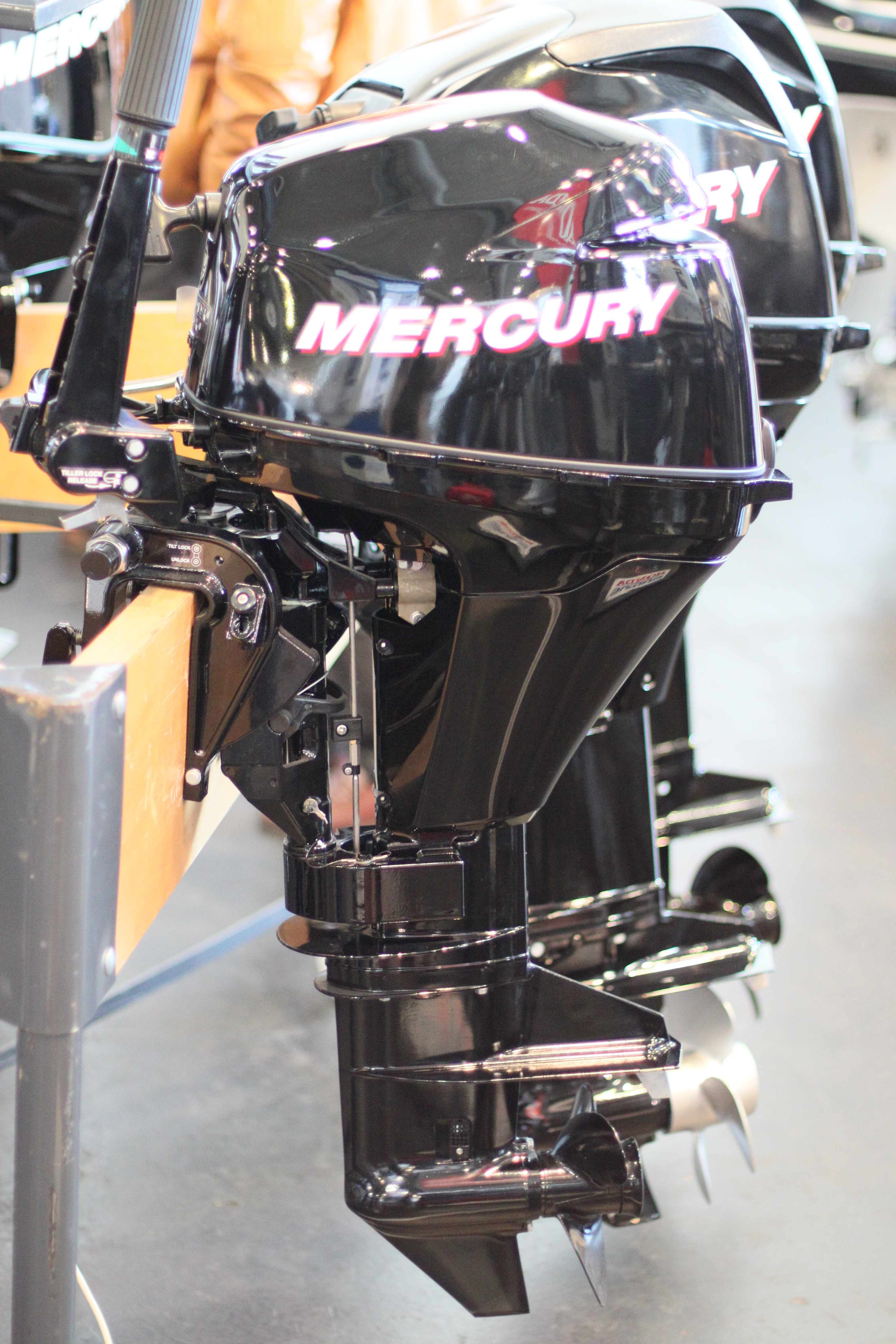
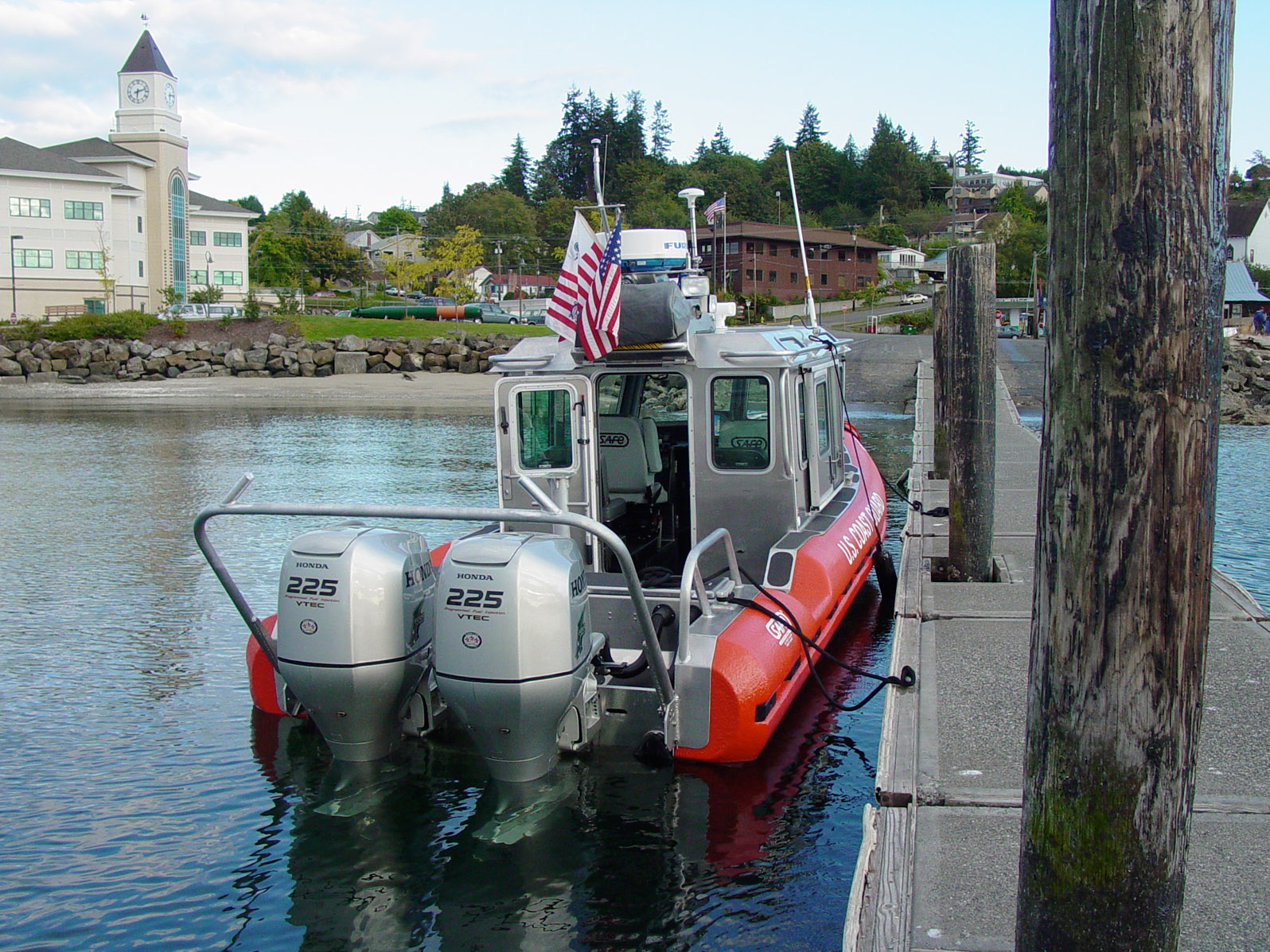
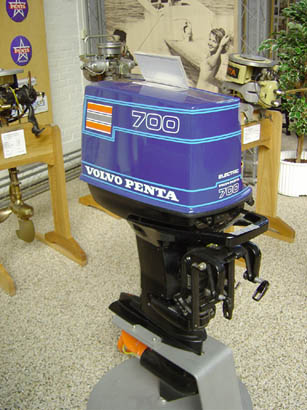